# 吉隆红螯蛛
吉隆红螯蛛（学名：Chiracanthium gyirongense）为管巢蛛科红螯蛛属的动物。在中国大陆，分布于西藏等地。该物种的模式产地在西藏。